# Charles E. Stuart
Charles E. Stuart (Waterloo, 1810. november 25. – Kalamazoo, 1887. május 19.) az Amerikai Egyesült Államok szenátora (Michigan, 1853–1859).